# Batrachoseps nigriventris
Batrachoseps nigriventris is een salamander uit de familie longloze salamanders (Plethodontidae). De soort werd voor het eerst wetenschappelijk beschreven door Edward Drinker Cope in 1869.

## Uiterlijke kenmerken
De salamander is bruin tot zwart van kleur aan de bovenzijde, donkerder aan de onderzijde met lichtere vlekjes en niet zelden een blauwe tint. De maximale lengte is ongeveer 14 centimeter waarvan ongeveer 10 cm staart. Sommige populaties hebben een wat kortere staart. Het lichaam is zeer dun en lang, de poten staan ver uit elkaar. De salamander is nauwelijks te onderscheiden van andere soorten als de Californische slanke salamander (Batrachoseps attenuatus) en Batrachoseps incognitus.

## Algemeen
Batrachoseps nigriventris is endemisch in de Amerikaanse staat Californië, en komt voor in de westelijke kuststreek inclusief Santa Cruz, een eiland voor de kust. De soort is voornamelijk te vinden in oude eikenbossen, maar ook gemengde loofbossen en graslanden zijn een geschikt habitat. Net als alle Batrachoceps- soorten leeft de salamander in de strooisellaag in het bos en jaagt tijdens de schemering op kleine ongewervelden. De soort wordt gevonden van zeeniveau tot op 2500 meter hoogte.